# Paolo Rosola
Paolo Rosola (né le 5 février 1957 à Gussago, dans la province de Brescia) est un ancien coureur cycliste italien des années 1980. Il est actuellement directeur sportif de l'équipe Gazprom-RusVelo.

## Biographie
Professionnel de 1978 à 1990, Paolo Rosola a notamment remporté 12 étapes du Tour d'Italie et une étape du Tour d'Espagne 1987, ainsi que la semi-classique Milan-Turin en 1984.

## Palmarès

### Palmarès amateur
- 1976
  - Piccola Tre Valli Varesine
  - 3e du Trofeo Donata
- 1977
  - Trofeo Crespi
  - 2e du Grand Prix de l'industrie et du commerce de San Vendemiano

### Palmarès professionnel
- 1980
  - 3e du championnat d'Italie de demi-fond
- 1981
  - 2e étape du Tour d'Italie
  - 3e du championnat d'Italie de demi-fond
- 1983
  - 3e, 15e et 18e étapes du Tour d'Italie
- 1984
  - Milan-Turin
  - 12e étape du Tour d'Italie
  - 4e de Milan-San Remo
- 1985
  - 9e et 18e étapes du Tour d'Italie
  - 6eb étape du Tour du Danemark
- 1986
  - 5ea étape de la Semaine cycliste internationale
  - 3e étape du Tour de Suisse
- 1987
  - 3e étape de la Semaine cycliste internationale
  - 2e étape du Tour d'Espagne
  - 8e, 10e et 20e étapes du Tour d'Italie
  - 6e, 14e, 16e et 19e étapes de la Coors Classic
- 1988
  - 10e et 20e étapes du Tour d'Italie
  - 5eb étape du Tour du Danemark
- 1989
  - 3e étape du Tour d'Andalousie
  - Grand Prix du canton d'Argovie

## Résultats sur les grands tours

### Tour d'Italie
12 participations
- 1978 : 82e
- 1979 : 109e
- 1981 : 103e, vainqueur d'étape
- 1982 : abandon
- 1983 : 111e, vainqueur de 3 étapes,  maillot rose pendant 2 jours
- 1984 : 94e, vainqueur d'étape
- 1985 : 129e, vainqueur de 2 étapes
- 1986 : 117e, 3e du classement par points
- 1987 : 126e, vainqueur de 3 étapes, 2e du classement par points
- 1988 : 102e, vainqueur de 2 étapes
- 1989 : 127e
- 1990 : 139e

### Tour d'Espagne
1 participation
- 1987 : abandon, vainqueur d'étape